# Wielka Mgławica w Orionie
Wielka Mgławica w Orionie (krócej: Mgławica Oriona, znana również jako Messier 42, M42 lub NGC 1976) – najjaśniejsza mgławica dyfuzyjna na niebie, widoczna nieuzbrojonym okiem. Znajduje się w gwiazdozbiorze Oriona, na południe od jego Pasa. M42 jest odległa od Ziemi o 1344±20 lat świetlnych i stąd jest najbliższym nam obszarem gwiazdotwórczym. Ma średnicę około 30 lat świetlnych.
Mgławica jest jednym z najpopularniejszych obiektów obserwacji i badań, zarówno przy użyciu instrumentów naziemnych, jak i teleskopów kosmicznych. Mgławica Oriona jest częścią kompleksu mgławic znanego jako Obłok Molekularny w Orionie.
Wokół gwiazd mgławicy zaobserwowano dyski protoplanetarne, brązowe karły, turbulentne przepływy wielkich ilości gazu oraz efekty fotojonizacyjne.

## Historia odkrycia i badań
Najjaśniejsze gwiazdy znajdujące się w mgławicy (ok. 5m) znane były już w czasach starożytnych (uważano je za jedną gwiazdę). W swoich katalogach zawarli je Klaudiusz Ptolemeusz (ok. 130 r.) i Tycho Brahe (koniec XVI wieku). Johann Bayer skatalogował ją w swoim dziele Uranometria jako Theta Orionis (1603). W 1610 Galileusz zaobserwował przy użyciu swojego teleskopu skupisko słabych gwiazd, nie zauważył jednak mgławicy (prawdopodobnie z powodu małego pola widzenia jego przyrządu). Siedem lat później (4 lutego 1617) przyjrzał się dokładniej głównej gwieździe – θ¹ (Theta1) Oriona – i stwierdził, że jest gwiazdą potrójną. Wszystkie te gwiazdy należą do gromady Trapez.
Sama mgławica, choć widoczna gołym okiem, nie znalazła się ani w dziele Almagest Ptolemeusza, ani w spisie gwiazd Al Sufiego. Jako pierwszy M42 opisał Nicolas-Claude Fabri de Peiresc pod koniec 1610 roku. W następnym roku niezależnie zrobił to też jezuita Johann Baptist Cysatus z Lucerny. Opis zanotował w swojej książce na temat komety z 1618. Pierwszy znany rysunek mgławicy wykonał Giovanni Batista Hodierna, zawarł on na nim trzy gwiazdy (prawdopodobnie Theta1, Theta2A i Theta2B). Wyniki wszystkich tych obserwacji zaginęły, dlatego przez wiele lat jako odkrywcę M42 podawano Christiaana Huygensa (niezależnie odkrył ją w 1656). Taka informacja znalazła się między innymi na liście sześciu „mgławic” Edmunda Halleya (1716), posłużył się nią także Charles Messier, kiedy 4 marca 1769 roku dodał mgławicę do swojego katalogu.
Jest rzeczą niezwykłą, że M42 znalazła się w katalogu wraz z jasnymi gromadami Praesepe (M44) i Plejad (M45). Messier zazwyczaj dodawał tylko słabsze obiekty, które mogły być wzięte za komety. Jednak nocą 4 marca 1769 wyznaczył dokładne pozycje obu dobrze znanych gromad, aby powiększyć swoją listę dla Memoires de l’Academie (1771, opublikowana w 1774) do 45 pozycji. Najprawdopodobniej chciał pobić Lacaille’a, który w swoim katalogu obiektów nieba południowego z 1755 roku zawarł 42 wpisy. Messier zmierzył też pozycję mniejszej mgławicy M43 zauważonej przez de Mairana w 1731.
Nowe badania pokazują, że mgławica mogła być znana już przed 1610. M42 była pierwszym obiektem zaobserwowanym w 1774 przez Williama Herschela przy użyciu jego własnej konstrukcji teleskopu. Gazowe właściwości Wielkiej Mgławicy Oriona odkrył w 1865 przy pomocy spektroskopii William Huggins. 30 września 1880 M42 stała się pierwszą sfotografowaną mgławicą, dokonał tego Henry Draper.
W 1902 dwaj astronomowie, Vogel i Eberhard, odkryli, że poszczególne elementy mgławicy poruszają się z różnymi prędkościami. W 1917 potwierdzili to Campbell i Moore.
W roku 1931 Robert Trumpler zauważył, że gwiazdy w obrębie Trapezu tworzą gromadę. Zaproponował też dla niej nazwę. Na podstawie ich jasności i typów widmowych ustalił, że znajdują się około 1,8 tys. lat świetlnych od Ziemi. Była to wartość trzykrotnie wyższa od ówcześnie powszechnie przyjmowanej, jednak zdecydowanie bliższa dzisiejszym pomiarom.
W 1993 po raz pierwszy do obserwacji mgławicy użyto Teleskopu Hubble’a. Od tego momentu M42 była częstym obiektem badań teleskopu. W 2005 zakończono tworzenie najdokładniejszego do tej pory zdjęcia mgławicy. Znalazło się na nim ponad 3000 gwiazd o jasności powyżej 23m, w tym młode brązowe karły, a także przypuszczalnie ich układy podwójne. Rok później naukowcy pracujący z HST ogłosili, że udało im się obliczyć masy brązowych karłów w układzie podwójnym zaćmieniowym 2MASS J05352184–0546085. Według obliczeń masy wynoszą 0,054 i 0,034 M☉, a ich okres obiegu 9,8 dnia. Zaskakującym jest fakt, iż masywniejszy z karłów ma niższą temperaturę.

## Badania z użyciem teleskopu Hubble’a
M42 jest typowym miejscem gwiezdnych narodzin. Do tej pory w mgławicy odkryto około 700 gwiazd na różnych etapach procesu formowania.
Zdjęcia uzyskane przez Teleskop Hubble’a z listopada 1995 pozwoliły poznać dokładniej skomplikowane procesy gwiazdotwórcze zachodzące w mgławicy.
Mgławica Oriona jest, od początku misji, celem obserwacji Teleskopu Hubble’a. Jednym z największych odkryć było zaobserwowanie dysków protoplanetarnych wokół gwiazd mgławicy. Do tej pory odkryto ich ponad 150. Uważa się, że są to systemy w najwcześniejszych fazach procesu formowania się planet. Udowodniono w ten sposób, że procesy formowania systemów planetarnych są powszechne we Wszechświecie.
Badania przy użyciu teleskopu ze stycznia 1997 ukazały ciekawe oddziaływania pomiędzy młodymi, gorącymi gwiazdami z gromady Trapez a ich dyskami protoplanetarnymi. Emitowane przez nie promieniowanie UV dąży do zniszczenia dysków, więc mniej masywne gwiazdy mogą tracić materiał potrzebny do uformowania systemów planetarnych.

## Charakterystyka mgławicy
Mgławica znajduje się w odległości około 1345 ± 20 lat świetlnych (412 parseków) od Ziemi, jej wymiary wynoszą ok. 40 × 28 lat świetlnych. Odległość jest dokładnie znana dzięki dużej ilości gromad kulistych w tym obszarze.
Wielka Mgławica w Orionie jest niemal kulistą chmurą, której gęstość wzrasta w kierunku centrum. Jej temperatura sięga 10 tysięcy kelwinów, jednak wyraźnie spada na brzegach mgławicy. Prędkości części gromady sięgają 10 km/s (36 tys. km/h), lokalnie osiągając nawet 50 km/s lub więcej.
M42 wygląda na bardzo burzliwą chmurę gazu i pyłu pełną interesujących szczegółów. Większości z nich nadano nazwy zwyczajowe, np. ciemna mgławica oddzielająca M42 od M43 bywa nazywana „Rybim Pyskiem” (ang. Fish’s Mouth), a jasne rejony po obu stronach „skrzydłami”.
Aktualny model astronomiczny mgławicy zawiera zjonizowany region wokół gwiazdy θ¹ C Oriona, odpowiedzialnej za większość jonizującego promieniowania UV. Region ten jest otoczony przez nieregularną, bardziej obojętną zatokę gęstego pyłu z obłokami niezjonizowanego gazu na zewnątrz. Zatoka ta z kolei leży na granicy Obłoku Molekularnego w Orionie (OMC 1).
Wewnątrz mgławicy znajduje się gromada bardzo młodych gwiazd o szybko zmieniającej się jasności. Niektóre z nich potrafią zmienić jasność nawet o 20% w ciągu zaledwie kilku tygodni. Nie jest do końca znany mechanizm tak szybkiej zmiany jasności tych gwiazd, według obecnie przyjętych teorii tak duże zmiany w jasności młodych gwiazd powinny zajmować lata czy nawet stulecia.

### Wiatr gwiazdowy
Uformowane już gwiazdy mgławicy emitują strumienie naładowanych cząstek. Zjawisko to nosi nazwę wiatru gwiazdowego. Gwiazdy masywne oraz młode wytwarzają o wiele silniejszy wiatr niż Słońce. Kiedy zderza się on z gazem mgławicy, wytwarza falę uderzeniową. Odgrywa ona dużą rolę w formowaniu się gwiazd poprzez zagęszczanie chmur gazu, co prowadzi do ich grawitacyjnego kolapsu.

### Gromada Trapez
Na końcu Rybiego Pyska znajduje się gromada Trapez (C 0532-054). Jest jedną z najmłodszych znanych gromad otwartych. W tym regionie trwają ciągle procesy gwiazdotwórcze. Jako pierwszy gromadę zaobserwował Galileusz, uznał ją wtedy za gwiazdę potrójną. Odkrycie to nie było szeroko znane, więc w 1656 niezależnie zaobserwował ją Christiaan Huygens.
Te trzy gwiazdy są często oznaczane literami „A”, „C” i „D”. Czwarta gwiazda trapezu („B”) została odkryta w 1673 przez Abbe Jean Picarda, a w 1684 niezależnie przez Huygensa. Piątą zaobserwował Georg Wilhelm Struve w 1826 przy użyciu 9,5-calowego teleskopu obserwatorium w Dorpacie. Szóstą odkrył John Herschel 13 lutego 1830. Gwiazdę „G” zaobserwował jako pierwszy Alvab Clark w 1888 podczas testowania 36-calowego teleskopu w Obserwatorium Licka, ósma gwiazda – „H” została odkryta przez E.E. Barnarda w tym samym roku. Barnard odkrył później, że jest ona gwiazdą podwójną z dwoma składnikami o jasności ok. 16m.
Dzisiaj wiemy, że „A” i „B” są gwiazdami zmiennymi zaćmieniowymi typu Algola.
Gromada Trapez może być częścią o wiele większej gromady w Mgławicy Oriona, skupiska około 2000 gwiazd w obszarze o średnicy 20 lat świetlnych. Przypuszcza się, że ok. dwóch milionów lat temu mogły się w niej narodzić trzy gwiazdy uciekające – AE Aurigae, 53 Arietis i Mi Columbae. Oddalają się one od mgławicy z prędkościami ponad 100 km/s.

### Ewolucja mgławicy
Międzygwiezdne chmury, takie jak Mgławica Oriona, znajdowane są powszechnie w galaktykach, takich jak Droga Mleczna. Zaczynają jako ograniczane grawitacją skupiska zimnego, obojętnego wodoru zmieszanego ze śladowymi ilościami innych pierwiastków. Takie obłoki mogą mieć masę rzędu setek tysięcy mas Słońca i rozciągać się na obszarze setek lat świetlnych. Słaba siła grawitacji jest równoważona przez znikome ciśnienie gazu w chmurze.
Jednak na skutek zderzeń z ramieniem galaktyki lub fal uderzeniowych wywołanych przez supernowe, dochodzi do fuzji atomów wodoru, w wyniku której powstają cięższe molekuły, co z kolei prowadzi do powstania obłoku molekularnego. Zapowiada to procesy tworzenia się gwiazd w chmurze, zazwyczaj w ciągu 10-30 milionów lat, kiedy to rejony obłoku przekraczają masę Jeansa i zdestabilizowane ugrupowania gazu zapadają się w dysk. Dysk koncentruje się w centrum, formując gwiazdę, która z kolei może być otoczona dyskiem protoplanetarnym. W tym właśnie stadium znajduje się teraz Mgławica Oriona. Ciągle tworzą się w niej gwiazdy z zapadającego się obłoku molekularnego. Najmłodsze i najjaśniejsze gwiazdy jakie możemy obserwować w mgławicy mają prawdopodobnie mniej niż 300 tysięcy lat.
Niektóre z zapadających się gwiazd mogą spowodować emisję dużej ilości jonizującego promieniowania UV. Przykład takiego zjawiska można zaobserwować w Gromadzie Trapez. Promieniowanie pochodzące od masywnych gwiazd w centrum mgławicy stopniowo „wypycha” otaczające gaz i pył. Proces ten nosi miano fotoewaporacji. To dzięki niemu centralne gwiazdy mgławicy mogą być obserwowane z Ziemi. Największe z tych gwiazd żyją krótko i kończą jako supernowe.
W przeciągu około 100 tysięcy lat większość gazu i pyłu zostanie wyrzucona. Pozostałości uformują młodą gromadę otwartą. Najbardziej znanym przypadkiem takiej gromady są Plejady.

## Rejon Mgławicy Oriona
Wielka Mgławica w Orionie jest najjaśniejszą i najciekawszą częścią wielokrotnie większej chmury gazu i pyłu rozciągającej się na obszarze ponad 10 stopni, zajmującej ponad połowę konstelacji Oriona. Wymiary liniowe chmury sięgają kilkuset lat świetlnych. Zawiera ona między innymi IC 434, czyli słynną Mgławicę Koński Łeb, małą jednak bardzo jasną M78 oraz ogromną Pętlę Barnarda.
W bliskim sąsiedztwie M42 i M43 znajdują się słabsze mgławice emisyjne, częściowo odbijające światło Wielkiej Mgławicy: NGC 1973, NGC 1975 i NGC 1977. Wszystkie były nieosiągalne dla aparatury Messiera, jednak ostatnia z nich została zaobserwowana przez Williama Herschela (w jego katalogu ma oznaczenie H V.30). Pozostałe dwie odkrył Heinrich Ludwig d’Arrest.

## Obserwacje amatorskie
Jasność obserwowana mgławicy wynosi 4m, a jej rozmiary kątowe 85′ × 60′. Przy dobrych warunkach może być obserwowana gołym okiem jako słaby obłoczek wokół gwiazdy wielokrotnej Theta Orionis, znajdującej się pośrodku miecza Oriona.